# Protestes als Estats Units de 2020
Les protestes als Estats Units de maig de 2020 són una sèrie de protestes desenvolupades majoritàriament l'any 2020. Van començar inicialment a l' àrea metropolitana de Minneapolis a l'estat de Minnesota, Estats Units, però ràpidament es van estendre per tot el país. Les protestes van començar el 26 de maig del 2020, com a conseqüència de l'assassinat de George Floyd a mans de Derek Chauvin, un policia blanc que va mantenir retingut Floyd amb el genoll al coll durant 8 minuts i 46 segons mentre el detenia la nit anterior.
Les protestes posteriors van ser reprimides amb contundència pels agents de l'ordre, que van disparar gasos lacrimògens i pilotes de goma. El 27 de maig, un home va ser abatut a trets per un propietari d'una botiga que va pensar que l'home saquejava la seva botiga en veure les finestres trencades.
Les protestes es van anar estenent fins a reunir-se davant la casa del policia Chauvin, fet que va desencadenar una forta resposta policial. El 28 de maig, l'alcalde de Minneapolis, Jacob Frey, va declarar l'estat d'emergència i 500 membres de la Guàrdia Nacional de Minnesota (GNM) van ser mobilitzats pel governador de Minnesota, Tim Walz. Durant després d'un intent de desallotjar amb gasos lacrimògens els manifestants de les rodalies d'un edifici de la GNM, aquest, va ser evacuat per, posteriorment, provocar-hi un incendi. El 30 de maig, Tim Walz, Jacob Frey i l'alcalde de Saint Paul, Melvin Carter, van imposar un toc de queda. El president Donald Trump va estendre la mà a Walz amb suport militar si el requeria.
El 30 de maig, hi va haver protestes simultànies a més de 100 ciutats més als Estats Units i de tot el món. Les protestes van ser recolzades per aquelles persones que buscaven justícia per Floyd, el moviment Black Lives Matter i les que protestaven contra la brutalitat policial.

## Context

### Racisme i brutalitat policial als Estats Units
Els nombrosos casos d'assassinats per forces de l'ordre als Estats Units, en particular aquells contra persones d'origen afroamericà, ha obert, novament, el debat sobre la discriminació racial i la brutalitat policial als Estats Units. Activistes pels drets civils han protestat contra la manca de responsabilitat policial i en un ús excessiu de la força. Les protestes de Watts el 1965 van ser la resposta a l'ús excessiu de la brutalitat policial durant el moviment pels drets civils, van resultar en l'assassinat de 34 manifestants, la majoria dels manifestants afroamericans, a mans de la policia.
A la llarga llista d'assassinats als Estats Units per part de les forces de l'ordre destaquen, pel seu ressò internacional, l'assassinat de Michael Brown a Ferguson, l'any 2014, l'assassinat d'Eric Garner a Nova York l'any 2014 o l'assassinat de Philando Castile a Falcon Heights, l'any 2016.
A principis del 2020, van ser notoris els casos de l'assassinat de Breonna Taylor a Kentucky al març i l'assassinat d'Ahmmaud Arbery a Geòrgia al febrer, que van ser encoberts per la policia fins que van aparèixes imatges dels fets que inculpaven la policia, ambdós homes blanc.

### Pandèmia del Covid-19
Les mesures preses contra la pandèmia COVID-19, inclòs el tancament d'empreses no essencials i la implementació d'una ordre de confinament, van tenir un impacte econòmic i social significatiu per moltes persones estatunidenques, amb milions de persones a l'atur.
A l'abril es van celebrar protestes anti-bloqueig en diversos estats dels EUA, incloent Minnesota, que demanaven als governants que s'aixequessin algunes restriccions i comencin a "reobrir el país".
La crisi econòmica desencadenada per l'aturada sobtada de la majoria de sectors econòmics va portar a l'empitjorament de la situació laboral de molts treballadors mentre que alguns altres milions van ser directament acomiadats. Aquest augment de la tensió entre classes socials es va veure retroalimentat per les protestes massives de caràcter anti-racista. En aquest context es van organitzar milers de vagues i protestes laborals espontànies que sobretot interpel·laven les grans corporacions nord-americanes.

## Protestes
Les protestes van començar a l'Estat de Minneapolis, el 26 de maig del 2020, un dia després de l'assassinat de George Floyd, un home afroamericà que va morir durant una detenció policial.
Les protestes es van estendre a més de quatre-centes pobles i ciutats de la resta d'estats dels Estats Units i d'altres països. Els manifestants reclamaven justícia per Floyd i el moviment Black Lives Matter s'hi va unir per lluitar contra la brutalitat policial i el racisme. L'onada de protestes s'ha comparat amb les protestes de l'any 1967 per l'assassinat de Martin Luther King, degut, principalment als disturbis duran les manifestacions i a la brutalitat policial en més d'un centenar de ciutats dels Estats Units.
Fora dels Estats Units, també es van produir protestes contra l'assassinat de George Floyd, contra el racisme i la brutalitat policial, sobretot a Auckland, Barcelona, Berlín, Brisbane, Calgary, Copenhaguen, Dublín, Lagos, Londres, Montreal, París, Perth, Rio de Janeiro, Sydney, Tel-Aviv, Toronto, Vancouver, Atenes i Tessalònica.

### Morts durant les protestes
Des de l'1 de juny de 2020, onze persones han estat assassinades en incidents vinculats a les manifestacions. D'aquestes, 9 eren civils que participaven a les protestes, 1 era civil que no protestava i 1 policia.
- El 27 de maig a Minneapolis, Calvin Horton Jr. va morir després de rebre diversos impactes de bala. Un comerciant local va ser arrestat i fonts policials van indicar que el comerciant culpava Horton del saquejar la seva botiga.[21]
- El 29 de maig a Detroit, un home va ser assassinat a trets als voltants de les protestes.[22]
- El 30 de maig a Oakland, un oficial del Servei de Protecció Federal, David Patrick Underwood, va ser morir a l'exterior d'un jutjat federal en un atropellament amb vehile-ariet. [66] El FBI no ha identificat cap sospitós ni el motiu pels quals es va produir l'atac.[23]
- El 30 de maig a SantL-Louis, un home va morir després de ser atropellat per un tràiler de camions FedEx que, segons la policia, estava fugint d'una multitud de manifestants.[24]
- El 30 de maig a Omaha, el manifestant James Scurlock, de 22 anys, va ser assassinat fora d'un bar. El sospitós, l'amo del bar, va disparar contra un grup de persones que saquejaven el negoci, matant Scurlock de diversos trets. [69] Dos dies després, les autoritats van anunciar que no hi haurà cap càrrec pel propietari del bar i que havia obert foc en defensa pròpia.[25][26]
- El 30 de maig a Chicago, un home va morir i cinc persones més van resultar ferides en diversos incidents als voltants de les protestes.[27]
- El 31 de maig a Indianàpolis, dues persones ser assassinades a trets als voltants de les protestes.[28]
- L'1 de juny a Louisville, David McAtee, propietari d'un restaurant, va ser assassinat quan la policia del metro de Louisville i la guàrdia nacional de Kentucky van obrir foc contra una multitud. Segons la germana de la víctima, no hi havia cap protesta, si no que es tractava d'una reunió en la qual McAtee servia menjar del restaurant.[29] El cap de la policia, Steve Conrad, va ser acomiadat aquell dia.[30]
- L'1 de juny a Davenport, Iowa, dues persones van ser assassinades durant la nit de protestes i aldarulls.[31]

## Reaccions

### Governs federals
El 29 de maig, Donald Trump va respondre a les protestes amenaçant en enviar la Guàrdia Nacional si l'alcalde de la ciutat, Jacob Frey, no aconseguia posar fi a les protestes. Dos dies després el governador de Minessota, Tim Walz, va desplegar-la i Donald Trump va estendre la mà per desplegar, alhora, l'exèrcit.
L'1 de juny, en una teleconferència amb els governadors, Trump va dir que havien estat "febles" i va insistir en detenir la gent i, literalment, "s'ha d'empresonar 10 anys als detinguts".
El senador Marco Rubio va afirmar que els extrems d'esquerra i dreta podrien iniciar una segona guerra civil nord-americana.
Per altra banda, alguns senadors republicans (Ben Sasse, Susan Collins, Tim Scott i Lisa Murkowski), alguns Demòcrates (Nancy Pelosi, Chuck Schumer) i diversos oficials militars associats a diverses administracions presidencials (Jim Mattis, John F. Kelly i Mick Mulroy) van criticar la gestió de Trump de les protestes. Molts altres republicans del Congrés o bé van defensar les accions de l'administració de Trump o van evitar respondre directament a les preguntes sobre la autorització militar.